# Список глав Исландии

Штандарт президента Исландии

Список глав Исландии включает лиц, возглавлявших Исландию после создания в 1918 году Королевства Исландия как государства в личной унии с Данией и в последующий период развития суверенного исландского государства.
В настоящее время Президент Исландии (исл. Forseti Íslands) представляет исландское государство и является гарантом национальной независимости, единства и территориальной целостности страны. Он избирается всеобщим, равным, прямым, тайным и свободно выраженным голосованием сроком на 4 года с правом неоднократного переизбрания.
Использованная в первом столбце таблицы республиканского периода нумерация является условной; также условным является использование в первом столбце цветовой заливки, служащей для упрощения восприятия принадлежности лиц к различным политическим силам без необходимости обращения к столбцу, отражающему партийную принадлежность. Для президентов республики, на период своей каденции обязанных приостановить принадлежность к любой политической партии, также показана их партийная принадлежность на момент первого избрания на президентский пост. В столбце «Выборы» отражены состоявшиеся выборные процедуры или иные основания получения полномочий. Для удобства список разделён на принятые в историографии периоды истории страны. Приведённые в преамбулах к каждому из разделов описания этих периодов призваны пояснить особенности её политической жизни.

## Королевство Исландия (1918—1944)
19 октября 1918 года в Исландии был проведён референдум, на котором избирателям был задан вопрос, одобряют ли они закон, по которому Исландия станет отдельным королевством, суверенным государством в личной унии с Данией. Решение об этом одобрили 92,6 % избирателей. 30 ноября был подписан Акт о датско-исландской унии, в соответствии с которым Дания признала Исландию в качестве независимого королевства. На следующий день у здания правительства страны состоялась церемония поднятия флага Исландии как символа её государственной независимости. В 1920 году положения об унии были закреплены в королевской Конституции Исландии.
После оккупации Дании немецкими войсками 10 апреля 1940 года альтинг принял резолюцию, в соответствии с которой власть на острове стало осуществлять Правительство Исландии, обладатель королевской власти (исл. Ráðuneyti Íslands, handhafi konungsvalds), во главе с премьер-министром Херманном Йоунассоном. 17 июня 1941 года парламент, признав неспособность монарха управлять государственными делами, избрал посла в Дании Свейдна Бьёрнссона регентом Исландии (исл. Ríkisstjóri Íslands). После истечения в конце 1943 года 25-летнего срока, на который был заключён Акт о датско-исландской унии, 20—23 мая 1944 года в Исландии прошёл референдум, одобривший новую Конституцию, в соответствии с которой 17 июня 1944 года страна была провозглашена республикой.
Курсивом и серым цветом выделены даты начала и окончания полномочий членов правительства и регента, временно осуществлявших королевскую власть в Исландии в ходе Второй мировой войны.
| Портрет | Имя (годы жизни) | Полномочия     | Полномочия   | Наименование титула/должности | Пр.                  |
| Портрет | Имя (годы жизни) | Начало         | Окончание    | Наименование титула/должности | Пр.                  |
| ------- | --- | -------------- | ------------ | --- | -------------------- |
|         | Кристиан I (1870—1947) исл. Kristján I дат. Christian 10. (урожд. Кристиан Карл Фредерик Альберт Александр Вильгельм дат. Christian Carl Frederik Albert Alexander Vilhelm) | 1 декабря 1918 | 17 июня 1944 | Милостью Божьей, король Исландии и Дании, вендов и готов, герцог Шлезвига, Гольштейна, Штормарна, Дитмаршена, Лауэнбурга и Ольденбурга исл. Af guðs náð konungur Íslands og Danmerkur, Vinda og Gauta, hertogi í Slésvík, Holtsetalandi, Stórmæri, Þéttmerski, Láenborg og Aldinborg | [ 10 ] [ 11 ] [ 12 ] |
|         | Херманн Йоунассон (1896—1976) исл. Hermann Jónasson | 10 апреля 1940 | 17 июня 1941 | Премьер-министр исл. Forsætisráðherra | [ 13 ]               |
|         | Стефаун Йоуханн Стефаунссон (1894—1980) исл. Stefán Jóhann Stefánsson | 10 апреля 1940 | 17 июня 1941 | Министр иностранных и социальных дел исл. Utanríkis- og félagsmálaráðherra | [ 13 ]               |
|         | Эйстейн Йоунссон (1906—1993) исл. Eysteinn Jónsson | 10 апреля 1940 | 17 июня 1941 | Министр торговли исл. Viðskiptamálaráðherra | [ 13 ]               |
|         | Якоб Рагнар Вальдимар Мёллер (1880—1955) исл. Jakob Ragnar Valdimar Möller                                                                                                  | 10 апреля 1940 | 17 июня 1941 | Министр финансов исл. Fjármálaráðherra | [ 13 ]               |
|         | Оулавюр Торс (1892—1964) исл. Ólafur Thors | 10 апреля 1940 | 17 июня 1941 | Министр труда и транспорта исл. Atvinnu- og samgöngumálaráðherra | [ 13 ]               |
|         | Свейдн Бьёрнссон (1881—1952) исл. Sveinn Björnsson | 17 июня 1941   | 17 июня 1944 | Регент Исландии исл. Ríkisstjóri Íslands | [ 14 ] [ 15 ] [ 16 ] |

## Республика Исландия (с 1944)
20—23 мая 1944 года в Исландии прошёл конституционный референдум, одобривший новую Конституцию, в соответствии с которой 17 июня 1944 года на празднике в Тингведлире страна была провозглашена республикой.
|           | Портрет        | Имя (годы жизни)                                                              | Полномочия     | Полномочия     | Партия                         | Выборы      | Наименование должности                                           | Пр.                  |
| Начало    | Портрет        | Имя (годы жизни)                                                              | Окончание      |                | Партия                         | Выборы      | Наименование должности                                           | Пр.                  |
| --------- | -------------- | ----------------------------------------------------------------------------- | -------------- | -------------- | ------------------------------ | ----------- | ---------------------------------------------------------------- | -------------------- |
| 1 (I—III) |                | Свейдн Бьёрнссон (1881—1952) исл. Sveinn Björnsson                            | 17 июня 1944   | 25 января 1952 | беспартийный                   | 1944        | Президент Исландии исл. Forseti Íslands                          | [ 14 ] [ 15 ] [ 16 ] |
| 1 (I—III) | 1945           | Свейдн Бьёрнссон (1881—1952) исл. Sveinn Björnsson                            | 17 июня 1944   | 25 января 1952 | беспартийный                   |             | Президент Исландии исл. Forseti Íslands                          | [ 14 ] [ 15 ] [ 16 ] |
| 1 (I—III) | 1949           | Свейдн Бьёрнссон (1881—1952) исл. Sveinn Björnsson                            | 17 июня 1944   | 25 января 1952 | беспартийный                   |             | Президент Исландии исл. Forseti Íslands                          | [ 14 ] [ 15 ] [ 16 ] |
| и. о.     |                | Стейнгримюр Стейнтоурссон (1893—1966) исл. Steingrímur Steinþórsson           | 25 января 1952 | 31 июля 1952   | Прогрессивная партия           | [ комм. 6 ] | Премьер-министр исл. Forsætisráðherra                            | [ 17 ]               |
| и. о.     |                | Йон Палмасон (1888—1973) исл. Jón Pálmason                                    | 25 января 1952 | 31 июля 1952   | Партия независимости           | [ комм. 6 ] | Президент Объединённого альтинга исл. Forseti Sameinaðs Alþingis | [ 17 ]               |
| и. о.     |                | Йон Асбьорнссон (1890—1966) исл. Jón Ásbjörnsson                              | 25 января 1952 | 31 июля 1952   | беспартийный                   | [ комм. 6 ] | Президент Верховного суда исл. Forseti Hæstaréttar               | [ 17 ]               |
| 2 (I—IV)  |                | Аусгейр Аусгейрссон (1894—1972) исл. Ásgeir Ásgeirsson                        | 1 августа 1952 | 31 июля 1956   | Народная партия → беспартийный | 1952        | Президент Исландии исл. Forseti Íslands                          | [ 18 ] [ 19 ] [ 20 ] |
| 2 (I—IV)  | 1 августа 1956 | Аусгейр Аусгейрссон (1894—1972) исл. Ásgeir Ásgeirsson                        | 31 июля 1960   | 1956           | Народная партия → беспартийный |             | Президент Исландии исл. Forseti Íslands                          | [ 18 ] [ 19 ] [ 20 ] |
| 2 (I—IV)  | 1 августа 1960 | Аусгейр Аусгейрссон (1894—1972) исл. Ásgeir Ásgeirsson                        | 31 июля 1964   | 1960           | Народная партия → беспартийный |             | Президент Исландии исл. Forseti Íslands                          | [ 18 ] [ 19 ] [ 20 ] |
| 2 (I—IV)  | 1 августа 1964 | Аусгейр Аусгейрссон (1894—1972) исл. Ásgeir Ásgeirsson                        | 31 июля 1968   | 1964           | Народная партия → беспартийный |             | Президент Исландии исл. Forseti Íslands                          | [ 18 ] [ 19 ] [ 20 ] |
| 3 (I—III) |                | Кристьяун Эльдьяудн Тораринссон (1916—1982) исл. Kristján Eldjárn Þórarinsson | 1 августа 1968 | 31 июля 1972   | беспартийный                   | 1968        | Президент Исландии исл. Forseti Íslands                          | [ 21 ] [ 22 ] [ 23 ] |
| 3 (I—III) | 1 августа 1972 | Кристьяун Эльдьяудн Тораринссон (1916—1982) исл. Kristján Eldjárn Þórarinsson | 31 июля 1976   | 1972           | беспартийный                   |             | Президент Исландии исл. Forseti Íslands                          | [ 21 ] [ 22 ] [ 23 ] |
| 3 (I—III) | 1 августа 1976 | Кристьяун Эльдьяудн Тораринссон (1916—1982) исл. Kristján Eldjárn Þórarinsson | 31 июля 1980   | 1976           | беспартийный                   |             | Президент Исландии исл. Forseti Íslands                          | [ 21 ] [ 22 ] [ 23 ] |
| 4 (I—IV)  |                | Вигдис Финнбогадоуттир (1930—) исл. Vigdís Finnbogadóttir                     | 1 августа 1980 | 31 июля 1984   | беспартийный                   | 1980        | Президент Исландии исл. Forseti Íslands                          | [ 24 ] [ 25 ] [ 26 ] |
| 4 (I—IV)  | 1 августа 1984 | Вигдис Финнбогадоуттир (1930—) исл. Vigdís Finnbogadóttir                     | 31 июля 1988   | 1984           | беспартийный                   |             | Президент Исландии исл. Forseti Íslands                          | [ 24 ] [ 25 ] [ 26 ] |
| 4 (I—IV)  | 1 августа 1988 | Вигдис Финнбогадоуттир (1930—) исл. Vigdís Finnbogadóttir                     | 31 июля 1992   | 1988           | беспартийный                   |             | Президент Исландии исл. Forseti Íslands                          | [ 24 ] [ 25 ] [ 26 ] |
| 4 (I—IV)  | 1 августа 1992 | Вигдис Финнбогадоуттир (1930—) исл. Vigdís Finnbogadóttir                     | 31 июля 1996   | 1992           | беспартийный                   |             | Президент Исландии исл. Forseti Íslands                          | [ 24 ] [ 25 ] [ 26 ] |
| 5 (I—V)   |                | Оулавюр Рагнар Гримссон (1943—) исл. Ólafur Ragnar Grímsson                   | 1 августа 1996 | 31 июля 2000   | Народный союз → беспартийный   | 1996        | Президент Исландии исл. Forseti Íslands                          | [ 27 ] [ 28 ] [ 29 ] |
| 5 (I—V)   | 1 августа 2000 | Оулавюр Рагнар Гримссон (1943—) исл. Ólafur Ragnar Grímsson                   | 31 июля 2004   | 2000           | Народный союз → беспартийный   |             | Президент Исландии исл. Forseti Íslands                          | [ 27 ] [ 28 ] [ 29 ] |
| 5 (I—V)   | 1 августа 2004 | Оулавюр Рагнар Гримссон (1943—) исл. Ólafur Ragnar Grímsson                   | 31 июля 2008   | 2004           | Народный союз → беспартийный   |             | Президент Исландии исл. Forseti Íslands                          | [ 27 ] [ 28 ] [ 29 ] |
| 5 (I—V)   | 1 августа 2008 | Оулавюр Рагнар Гримссон (1943—) исл. Ólafur Ragnar Grímsson                   | 31 июля 2012   | 2008           | Народный союз → беспартийный   |             | Президент Исландии исл. Forseti Íslands                          | [ 27 ] [ 28 ] [ 29 ] |
| 5 (I—V)   | 1 августа 2012 | Оулавюр Рагнар Гримссон (1943—) исл. Ólafur Ragnar Grímsson                   | 31 июля 2016   | 2012           | Народный союз → беспартийный   |             | Президент Исландии исл. Forseti Íslands                          | [ 27 ] [ 28 ] [ 29 ] |
| 6 (I—II)  |                | Гвюдни Торласиус Йоуханнессон (1968—) исл. Guðni Thorlacius Jóhannesson       | 1 августа 2016 | 31 июля 2020   | беспартийный                   | 2016        | Президент Исландии исл. Forseti Íslands                          | [ 30 ] [ 31 ] [ 32 ] |
| 6 (I—II)  | 1 августа 2020 | Гвюдни Торласиус Йоуханнессон (1968—) исл. Guðni Thorlacius Jóhannesson       | 31 июля 2024   | 2020           | беспартийный                   |             | Президент Исландии исл. Forseti Íslands                          | [ 30 ] [ 31 ] [ 32 ] |
| 7         |                | Хадла Тоумасдоуттир (1968—) исл. Halla Tómasdóttir                            | 1 августа 2024 | действующий    | беспартийный                   | 2024        | Президент Исландии исл. Forseti Íslands                          | [ 33 ] [ 34 ] [ 35 ] |